# 方崙
方崙（1469年—？），字靜夫，江西廣信府上饒縣人，軍籍，明朝政治人物。

## 生平
弘治五年（1492年）壬子科江西鄉試第十五名舉人。弘治九年（1496年）中式丙辰科會試第二百九名，三甲第五十八名進士。

## 家族
曾祖方克讓；祖父方夢麒；父方裕，母周氏。慈侍下。兄方崇（贡士）、方嵩、方嶨（贡士）、方崑。